# Вест-Істон (Пенсільванія)
Вест-Істон (англ. West Easton) — місто (англ. borough) в США, в окрузі Нортгемптон штату Пенсільванія. Населення — 1237 осіб (2020).

## Географія
Вест-Істон розташований за координатами 40°40′42″ пн. ш. 75°14′10″ зх. д. / 40.67833° пн. ш. 75.23611° зх. д. (40.678363, -75.236092).  За даними Бюро перепису населення США в 2010 році місто мало площу 0,87 км², з яких 0,79 км² — суходіл та 0,08 км² — водойми.

## Демографія
Згідно з переписом 2010 року, у селищі мешкало 1257 осіб у 488 домогосподарствах у складі 335 родин. Густота населення становила 1442 особи/км².  Було 516 помешкань (592/км²).
Расовий склад населення:
| - 90,6 % — білих - 4,6 % — чорних або афроамериканців - 0,7 % — азіатів - 0,4 % — корінних американців - 1,5 % — осіб інших рас |

До двох чи більше рас належало 2,1 %. Частка іспаномовних становила 8,4 % від усіх жителів.
За віковим діапазоном населення розподілялося таким чином: 22,5 % — особи молодші 18 років, 65,6 % — особи у віці 18—64 років, 11,9 % — особи у віці 65 років та старші. Медіана віку мешканця становила 39,9 року. На 100 осіб жіночої статі у селищі припадало 99,2 чоловіків;  на 100 жінок у віці від 18 років та старших — 96,8 чоловіків також старших 18 років.
Середній дохід на одне домашнє господарство  становив 55 765 доларів США (медіана — 53 534), а середній дохід на одну сім'ю — 59 531 долар (медіана — 54 231). Медіана доходів становила 41 344 долари для чоловіків та 36 000 доларів для жінок. За межею бідності перебувало 14,4 % осіб, у тому числі 20,4 % дітей у віці до 18 років та 9,7 % осіб у віці 65 років та старших.
Цивільне працевлаштоване населення становило 737 осіб. Основні галузі зайнятості: освіта, охорона здоров'я та соціальна допомога — 22,1 %, виробництво — 15,5 %, роздрібна торгівля — 15,2 %.